# Raymond Roche
Raymond Roche (Ollioules, 21 febbraio 1957) è un dirigente sportivo e pilota motociclistico francese ritiratosi dall'attività agonistica.
Campione del mondo Superbike nel 1990 con Ducati, ha dato alla casa di Borgo Panigale il primo titolo della sua storia nella categoria.

## Carriera

### Pilota

#### Motomondiale

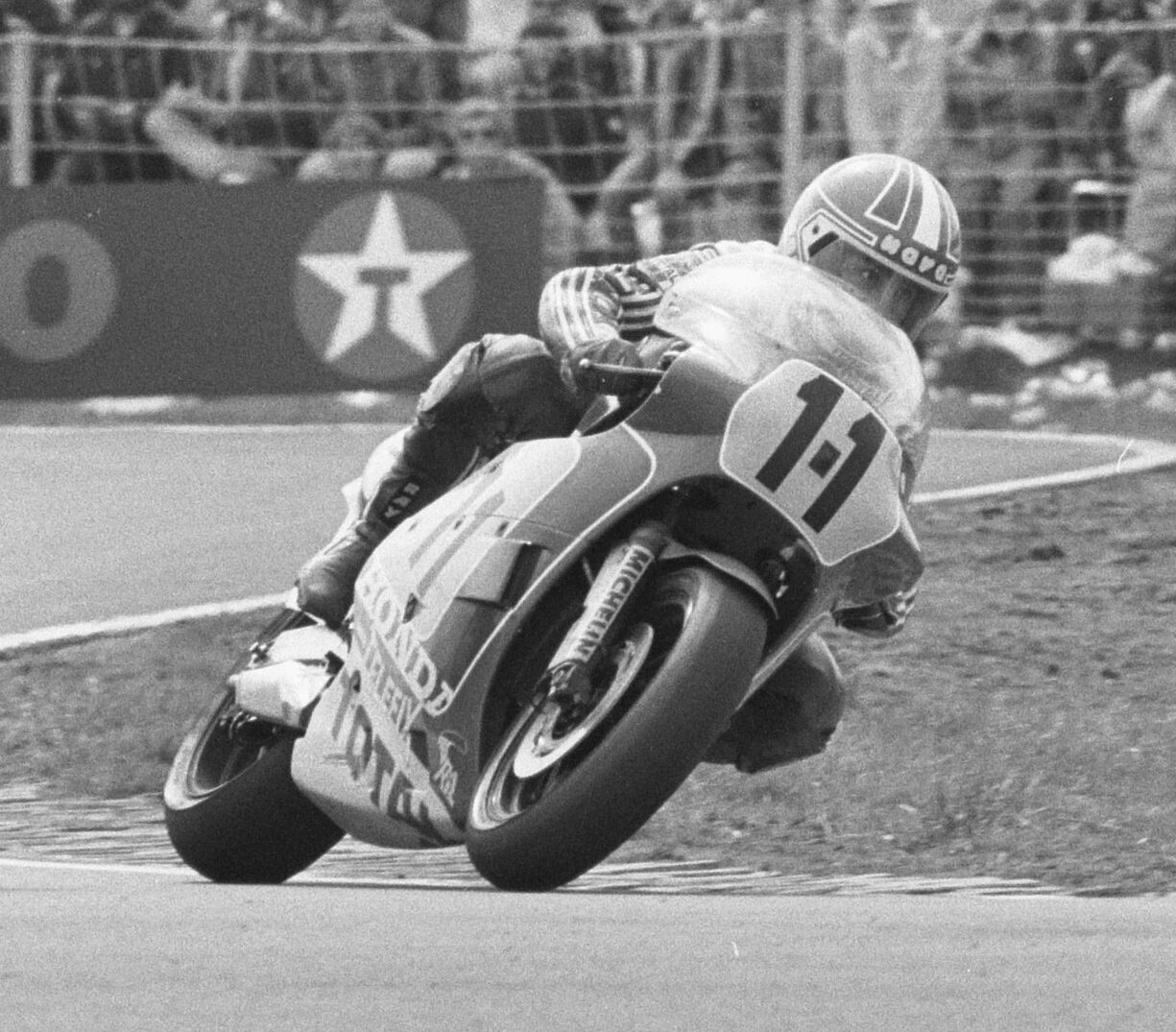
Roche su Honda al Gran Premio motociclistico d'Olanda 1984.

Ha esordito nel motomondiale al Gran Premio di Francia della stagione 1976: dopo aver ottenuto il terzo tempo in prova con una Yamaha TZ 250, non riesce ad andare a punti. Per rivedere il pilota francese nel mondiale bisogna attendere il 1978, quando ottiene anche un terzo posto al Gran Premio di Gran Bretagna della 250. Nel 1979 passa in 750, terminando all'ottavo posto il mondiale e partecipando al Bol d'Or con la Yamaha TZ 750.
Dopo un poco fortunato 1980 alla corte della Yamaha-Sonauto, nel quale ottiene solo un decimo posto a Imatra, nel 1981 si dedica alle gare di durata: con una Kawasaki vince il mondiale Endurance, in coppia con Jean Lafond. Per la stagione 1983 Roche acquista una Honda RS500, con cui termina al decimo posto il mondiale della 500. La sua consacrazione come pilota avviene nel 1984, quando termina al terzo posto il campionato della mezzo litro, con due pole position e otto podi. Per il 1985 il francese firma per il Marlboro Team Agostini, con compagno di squadra Eddie Lawson; con la sua Yamaha YZR 500 termina il mondiale al settimo posto, con una piazza d'onore in Francia.
Ritornato in Honda per il 1986, firma poi per la Cagiva nel 1987, con risultati calanti, ottenendo solo due quinti posti a Grobnik e Buenos Aires. Un grave incidente al termine del Gran Premio delle Nazioni 1988 a Imola, dove la sua Cagiva C588 viene centrata in pieno rettilineo dalla Yamaha di Tadahiko Taira, ne mina il fisico e lo costringe a chiudere con i prototipi.

#### Mondiale Superbike
A questo punto Claudio Castiglioni, patron di Cagiva, «che quando si legava a un pilota lo considerava come un figlio e non lo abbandonava mai, qualunque cosa succedesse», gli offre una seconda possibilità nel neonato campionato mondiale Superbike dove va a impegnarsi con Ducati, altro marchio all'epoca di proprietà della casa varesina. In sella a una Ducati 851, «moto meno esasperata e performante della 500», Roche ritrova «fiducia, ritmo e, decisamente, velocità».
Competitivo fin dall'esordio, nella stagione 1989 vince più manche di tutti ma è frenato nella lotta al titolo dalla precaria affidabilità della sua Ducati, chiudendo al terzo posto in classifica; una volta risolta la cosa, nel 1990 ottiene l'iride mondiale, la prima di una lunga serie per la casa di Borgo Panigale tra le derivate di serie.
Nel successivo biennio Roche si conferma ai vertici della categoria, terminando entrambe le stagioni al secondo posto ma dovendo stavolta cedere il passo all'altro ducatista Doug Polen, più a suo agio con le coperture Dunlop.

### Dopo il ritiro
A fine 1992 si ritira dall'agonismo per divenire, dall'anno seguente, team manager in seno alla stessa casa bolognese nel mondiale Superbike. In questa veste, nella stagione 1994 porta Carl Fogarty alla vittoria del campionato, il primo per il pilota britannico oltreché per la plurititolata Ducati 916.

## Risultati in gara

### Motomondiale

#### Classe 250
| 1976 | Classe | Moto   |     |    |  |  |  |  |  |  |  |  |  |  |  | Punti | Pos. |
| ---- | ------ | ------ | --- | -- |  |  |  |  |  |  |  |  |  |  |  | ----- | ---- |
| 1976 | 250    | Yamaha | Rit | NE |  |  |  |  |  |  |  |  |  |  |  | 0     |      |

| 1978 | Classe | Moto   |   |   |    |   |   |   |     |   |     |   |   |   |   | Punti | Pos. |
| ---- | ------ | ------ | - | - | -- | - | - | - | --- | - | --- | - | - | - | - | ----- | ---- |
| 1978 | 250    | Yamaha | - | - | NE | 6 | 8 | - | Rit | - | Rit | 3 | 8 | 6 | - | 26    | 11º  |

| 1979 | Classe | Moto   |   |    |     |    |   |   |   |   |   |   |   |     |    | Punti | Pos. |
| ---- | ------ | ------ | - | -- | --- | -- | - | - | - | - | - | - | - | --- | -- | ----- | ---- |
| 1979 | 250    | Yamaha | - | NE | Rit | NQ | - | - | - | - | - | - | - | Rit | 11 | 0     |      |

| Legenda | 1º posto        | 2º posto            | 3º posto            | A punti      | Senza punti        | Grassetto – Pole position Corsivo – Giro più veloce |
| Legenda | Gara non valida | Non qual./Non part. | Ritirato/Non class. | Squalificato | '-' Dato non disp. | Grassetto – Pole position Corsivo – Giro più veloce |

#### Classe 350
| 1977 | Classe | Moto   |   |    |   |     |   |     |   |   |    |   |   |   |   | Punti | Pos. |
| ---- | ------ | ------ | - | -- | - | --- | - | --- | - | - | -- | - | - | - | - | ----- | ---- |
| 1977 | 350    | Yamaha | - | AN | - | Rit | - | Rit | - | - | NE | - | - | - | - | 0     |      |

| 1978 | Classe | Moto   |   |    |   |   |   |   |    |   |   |     |   |    |   | Punti | Pos. |
| ---- | ------ | ------ | - | -- | - | - | - | - | -- | - | - | --- | - | -- | - | ----- | ---- |
| 1978 | 350    | Yamaha | - | NE | - | 9 | - | - | NE | - | - | Rit | - | 10 | - | 3     | 22º  |

| Legenda | 1º posto        | 2º posto            | 3º posto            | A punti      | Senza punti        | Grassetto – Pole position Corsivo – Giro più veloce |
| Legenda | Gara non valida | Non qual./Non part. | Ritirato/Non class. | Squalificato | '-' Dato non disp. | Grassetto – Pole position Corsivo – Giro più veloce |

#### Classe 500
| 1980 | Classe | Moto   |     |  |    |    |    |    |    |    |    |  |  |  |  |  |  | Punti | Pos. |
| ---- | ------ | ------ | --- |  | -- | -- | -- | -- | -- | -- | -- |  |  |  |  |  |  | ----- | ---- |
| 1980 | 500    | Yamaha | Rit |  | 11 | NE | NQ | 12 | 10 | 14 | NE |  |  |  |  |  |  | 1     | 23º  |

| 1981 | Classe | Moto   |    |    |    |    |     |    |  |  |  |  |  |  |  |    |  | Punti | Pos. |
| ---- | ------ | ------ | -- | -- | -- | -- | --- | -- |  |  |  |  |  |  |  | -- |  | ----- | ---- |
| 1981 | 500    | Suzuki | NE | NP | 15 | 15 | Rit | NE |  |  |  |  |  |  |  | NE |  | 0     |      |

| 1982 | Classe | Moto   |  |  |     |  |    |    |     |  |  |  |    |    |  |  |  | Punti | Pos. |
| ---- | ------ | ------ |  |  | --- |  | -- | -- | --- |  |  |  | -- | -- |  |  |  | ----- | ---- |
| 1982 | 500    | Suzuki |  |  | Rit |  | 11 | 10 | Rit |  |  |  | NE | NE |  |  |  | 1     | 28º  |

| 1983 | Classe | Moto  |   |     |   |   |     |     |     |   |    |  |   |   |  |  |  | Punti | Pos. |
| ---- | ------ | ----- | - | --- | - | - | --- | --- | --- | - | -- |  | - | - |  |  |  | ----- | ---- |
| 1983 | 500    | Honda | 7 | Rit | 6 | 7 | Rit | Rit | Rit | 9 | NP |  | 8 | 7 |  |  |  | 22    | 10º  |

| 1984 | Classe | Moto  |   |   |   |   |   |     |   |   |   |     |   |   |  |  |  | Punti | Pos. |
| ---- | ------ | ----- | - | - | - | - | - | --- | - | - | - | --- | - | - |  |  |  | ----- | ---- |
| 1984 | 500    | Honda | 2 | 3 | 3 | 6 | 5 | Rit | 3 | 2 | 3 | Rit | 2 | 2 |  |  |  | 99    | 3º   |

| 1985 | Classe | Moto   |     |   |    |   |    |   |     |   |   |   |   |   |  |  |  | Punti | Pos. |
| ---- | ------ | ------ | --- | - | -- | - | -- | - | --- | - | - | - | - | - |  |  |  | ----- | ---- |
| 1985 | 500    | Yamaha | Rit | 5 | 13 | 7 | 10 | 6 | Rit | 5 | 2 | 6 | 8 | 4 |  |  |  | 50    | 7º   |

| 1986 | Classe | Moto  |   |     |   |     |   |   |     |     |   |   |   |    |  |  |  | Punti | Pos. |
| ---- | ------ | ----- | - | --- | - | --- | - | - | --- | --- | - | - | - | -- |  |  |  | ----- | ---- |
| 1986 | 500    | Honda | 6 | Rit | 7 | Rit | 7 | 6 | Rit | Rit | 6 | 5 | 5 | NE |  |  |  | 35    | 8º   |

| 1987 | Classe | Moto   |    |     |     |   |     |   |     |     |  |  |     |     |     |     |   | Punti | Pos. |
| ---- | ------ | ------ | -- | --- | --- | - | --- | - | --- | --- |  |  | --- | --- | --- | --- | - | ----- | ---- |
| 1987 | 500    | Cagiva | 10 | Rit | Rit | 9 | Rit | 5 | Rit | Rit |  |  | Rit | Rit | Rit | Rit | 5 | 15    | 13º  |

| 1988 | Classe | Moto   |     |     |    |     |   |  |  |  |  |     |    |     |    |     |  | Punti | Pos. |
| ---- | ------ | ------ | --- | --- | -- | --- | - |  |  |  |  | --- | -- | --- | -- | --- |  | ----- | ---- |
| 1988 | 500    | Cagiva | Rit | Rit | 11 | Rit | 9 |  |  |  |  | Rit | NP | Rit | 15 | Rit |  | 13    | 20º  |

| 1989 | Classe | Moto   |  |  |  |  |    |  |  |  |  |  |     |  |  |  |  | Punti | Pos. |
| ---- | ------ | ------ |  |  |  |  | -- |  |  |  |  |  | --- |  |  |  |  | ----- | ---- |
| 1989 | 500    | Cagiva |  |  |  |  | NP |  |  |  |  |  | Rit |  |  |  |  | 0     |      |

| 1991 | Classe | Moto   |  |  |  |  |  |  |  |  |  |    |  |  |  |  |  | Punti | Pos. |
| ---- | ------ | ------ |  |  |  |  |  |  |  |  |  | -- |  |  |  |  |  | ----- | ---- |
| 1991 | 500    | Cagiva |  |  |  |  |  |  |  |  |  | NP |  |  |  |  |  | 0     |      |

| Legenda | 1º posto        | 2º posto            | 3º posto            | A punti      | Senza punti        | Grassetto – Pole position Corsivo – Giro più veloce |
| Legenda | Gara non valida | Non qual./Non part. | Ritirato/Non class. | Squalificato | '-' Dato non disp. | Grassetto – Pole position Corsivo – Giro più veloce |

### Campionato mondiale Superbike
| 1988 | Moto   |  |  |  |  |  |  |  |  |  |  |     |    |     |    |  |  |  |  |  |  |  |  |  |  |  |  | Punti | Pos. |
| ---- | ------ |  |  |  |  |  |  |  |  |  |  | --- | -- | --- | -- |  |  |  |  |  |  |  |  |  |  |  |  | ----- | ---- |
| 1988 | Ducati |  |  |  |  |  |  |  |  |  |  | Rit | NP | Rit | 26 |  |  |  |  |  |  |  |  |  |  |  |  | 0     |      |

| 1989 | Moto   |     |     |   |     |   |     |   |   |   |    |   |   |    |    |   |   |     |   |   |   |     |     |  |  |  |  | Punti | Pos. |
| ---- | ------ | --- | --- | - | --- | - | --- | - | - | - | -- | - | - | -- | -- | - | - | --- | - | - | - | --- | --- |  |  |  |  | ----- | ---- |
| 1989 | Ducati | Rit | Rit | 2 | Rit | 2 | Rit | 1 | 1 | 2 | 10 | 3 | 2 | 13 | 18 | 1 | 1 | Rit | 1 | 4 | 2 | Rit | Rit |  |  |  |  | 222   | 3º   |

| 1990 | Moto   |   |   |   |   |   |   |     |   |   |   |   |   |   |   |   |   |   |   |   |   |   |   |   |   |   |     | Punti | Pos. |
| ---- | ------ | - | - | - | - | - | - | --- | - | - | - | - | - | - | - | - | - | - | - | - | - | - | - | - | - | - | --- | ----- | ---- |
| 1990 | Ducati | 1 | 1 | 2 | 2 | 2 | 1 | Rit | 2 | 1 | 1 | 2 | 4 | 8 | 2 | 1 | 6 | 1 | 1 | 3 | 6 | 4 | 3 | 5 | 8 | 2 | Rit | 391   | 1º   |

| 1991 | Moto   |     |   |     |   |        |        |    |    |   |   |   |   |     |   |   |   |   |   |   |   |   |   |   |   |  |  | Punti | Pos. |
| ---- | ------ | --- | - | --- | - | ------ | ------ | -- | -- | - | - | - | - | --- | - | - | - | - | - | - | - | - | - | - | - |  |  | ----- | ---- |
| 1991 | Ducati | Rit | 2 | Rit | 3 | [ 15 ] | [ 15 ] | NP | NP | 3 | 3 | 4 | 2 | Rit | 3 | 6 | 2 | 1 | 1 | 2 | 1 | 2 | 2 | 2 | 1 |  |  | 282   | 2º   |

| 1992 | Moto   |   |   |   |   |   |   |     |   |   |   |     |   |   |   |   |   |   |   |   |   |     |   |     |   |   |   | Punti | Pos. |
| ---- | ------ | - | - | - | - | - | - | --- | - | - | - | --- | - | - | - | - | - | - | - | - | - | --- | - | --- | - | - | - | ----- | ---- |
| 1992 | Ducati | 7 | 1 | 1 | 2 | 5 | 4 | Rit | 4 | 2 | 6 | Rit | 3 | 1 | 1 | 1 | 2 | 5 | 8 | 3 | 3 | Rit | 2 | Rit | 1 | 3 | 4 | 336   | 2º   |

| Legenda | 1º posto        | 2º posto            | 3º posto           | A punti      | Senza punti        | Grassetto – Pole position Corsivo – Giro più veloce |
| Legenda | Gara non valida | Non qual./Non part. | Ritirato/Non class | Squalificato | '-' Dato non disp. | Grassetto – Pole position Corsivo – Giro più veloce |